# Automobiles Porthos

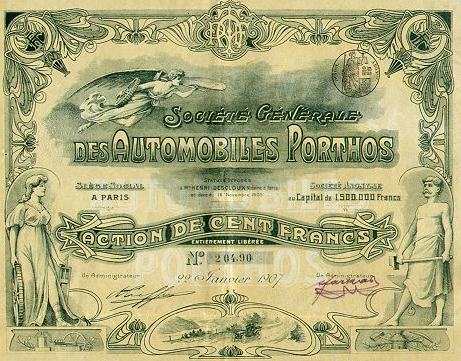
Aktie der Automobiles Porthos von 1907

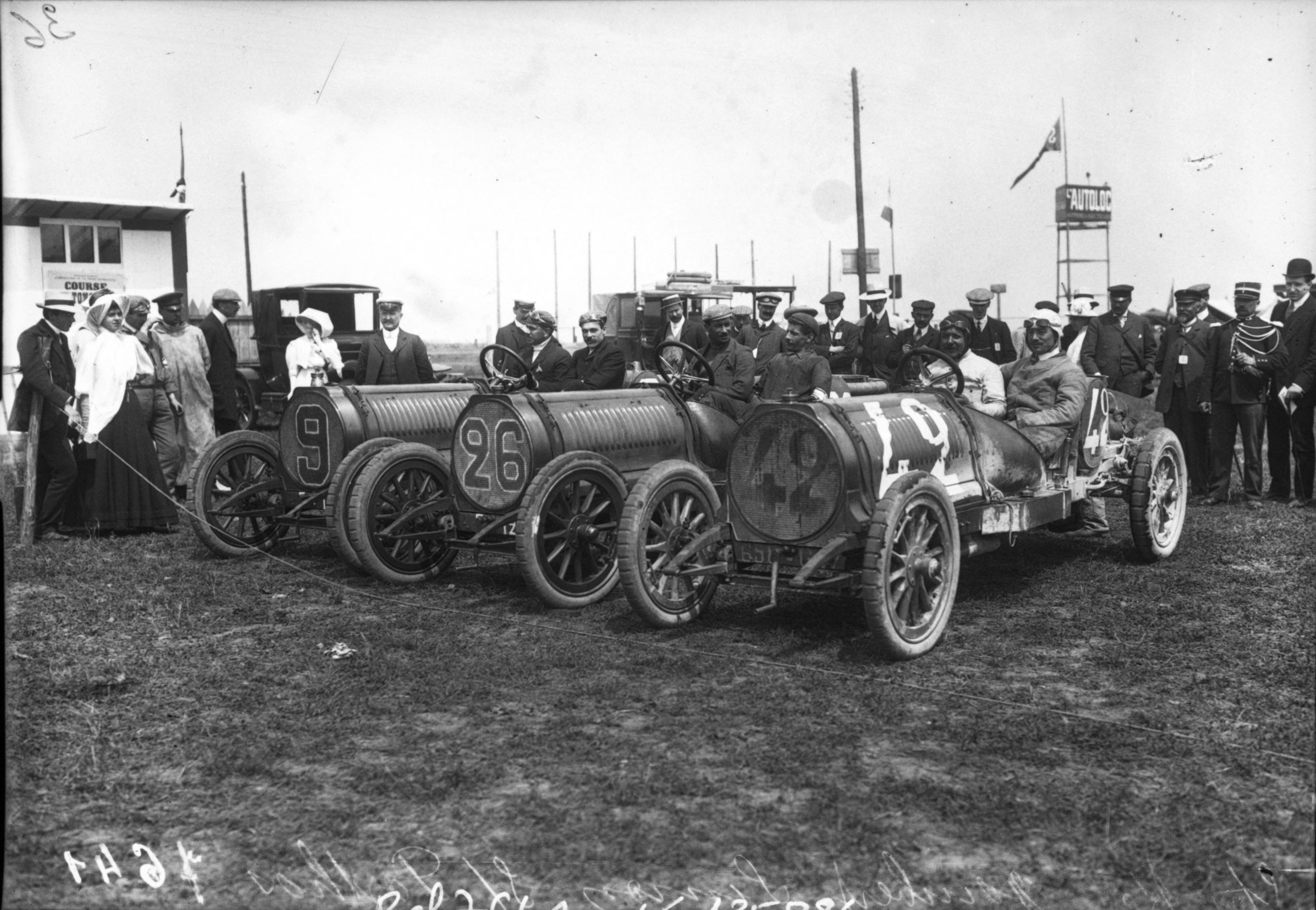
Das Porthos-Team beim Großen Preis von Frankreich 1908: (v. l. n. r.) Stricker, Gaubert und Simon

Die Société Générale des Automobiles Porthos war ein französischer Automobilhersteller.

## Unternehmensgeschichte
Das Unternehmen aus Billancourt begann 1906 mit der Produktion von Automobilen. Der Markenname lautete Porthos. 1909 folgte die Liquidation. Zwischen 1912 und 1914 entstanden erneut Fahrzeuge.

## Fahrzeuge
Das erste Modell 24/30 CV war mit einem Vierzylindermotor mit 4560 cm³ Hubraum ausgestattet. 1907 kamen die Sechszylindermodelle 50 CV mit 6838 cm³ Hubraum und 60 CV mit 8138 cm³ Hubraum dazu. Im gleichen Jahr wurde ein Rennwagen mit Achtzylindermotor mit 10857 cm³ Hubraum bei Autorennen eingesetzt.
Ab 1912 bestand das Angebot aus den Vierzylindermodellen 16/20 CV mit 3183 cm³ Hubraum und 24/30 CV mit 4560 cm³ Hubraum sowie den Sechszylindermodellen 20/25 CV mit 4775 cm³ Hubraum und 30/40 CV mit 6838 cm³ Hubraum. 1913 ergänzte der 14 CV mit 3306 cm³ Hubraum das Sortiment. 1914 erschien der 10 CV mit Vierzylindermotor und 2000 cm³ Hubraum.